# Madison Broad
Madison Broad (Chatham, 5 de septiembre de 2000) es una deportista de Canadá que compite en natación. Ganó una medalla de plata en los Juegos Olímpicos de la Juventud de 2018, en la prueba de 200 m espalda.